# Jean-Pierre Karaquillo
Jean-Pierre Karaquillo, né en 1943, est un juriste français,  professeur des universités, agrégé de droit privé et de sciences criminelles. Créateur du Centre de droit et d'économie du sport de Limoges.

## Biographie
Jean-Pierre Karaquillo et François Alaphillippe sont tous deux, en 1977, à initiative de la création du CDES. En 1978, le Centre de droit et d'économie du sport ouvre ses portes. Karaquillo en devient le directeur. 
En 2000, il prend la présidence du Limoges CSP avec un projet ambitieux visant à résorber la dette du Club sur 10 ans. Sous sa présidence, Limoges revient en Pro A au bout d'une année dans l'antichambre de l'élite. Puis il passe la main à Robert Ravon à la fin de cette même saison.
Mercredi 18 février 2015, Thierry Braillard, secrétaire d’Etat aux sports a reçu de Jean-Pierre Karaquillo, professeur agrégé des facultés de droit, un rapport relatif aux statuts des sportifs.
Le jeudi 17 décembre 2015, la Fédération française de rugby a dévoilé la composition de la cellule technique du XV de France qui « a pour mission de présenter des propositions visant à améliorer la compétitivité » des Bleus. Dont faisant partie Jean Pierre Karaquillo.